# Пуркаев, Максим Алексеевич
Макси́м Алексе́евич Пурка́ев (13 (25) августа 1894, село Налитово, Симбирская губерния — 1 января 1953, Москва) — советский военачальник, полководец Великой Отечественной войны, генерал армии (26.10.1944).

## Молодость и Первая мировая война
Родился в семье плотника-отходника. Мордвин. В двухлетнем возрасте вместе с матерью и остальными детьми переехал к отцу на Ленские золотые прииски (район Бодайбо). После смерти отца в 1909 году был рабочим на приисках. В 1911 году вернулся в Налитово. В 1912—1915 годах жил в городе Алатырь.
В сентябре 1915 года поступил добровольцем («охотником», как тогда говорили) в Русскую императорскую армию как ратник ополчения 2-го разряда. Служил в 94-м запасном пехотном полку, в январе 1916 года переведён в 164-й пехотный запасной батальон в Казани. В марте направлен на учёбу, в июне 1916 года окончил Саратовскую школу прапорщиков (произведён в чин прапорщика по армейской пехоте 15 июня 1916 года). Служил младшим офицером роты в 166-м запасном стрелковом полку в городе Сарапуле Вятской губернии, в июне 1917 года направлен в 2-ю запасную пехотную бригаду, с августе 1917 — в 256-й запасной пехотный полк.
После Февральской революции 1917 года выбран в полковой солдатский комитет и делегирован в Сарапульский Совет рабочих, крестьянских и солдатских депутатов. Вёл революционную агитацию среди солдат, за что в сентябре 1917 года был переведён в 28-ю артиллерийскую бригаду на Западный фронт. Участвовал в Первой мировой войне. После Октябрьской революции с декабря 1917 года был переписчиком комиссии по ликвидации запасного полка в Алатыре. Последнее воинское звание в Русской императорской армии — прапорщик.

## В годыГражданской войны
В июле 1918 года добровольно вступил в РККА. Назначен командиром роты 3-го Симбирского полка 24-й Самаро-Симбирской Железной стрелковой дивизии, с ноября 1918 — командир батальона 215-го стрелкового полка этой дивизии, с апреля 1919 — помощник командира этого полка, с сентября 1920 — командир 213-го стрелкового полка этой дивизии. Сражался на Восточном, Южном и Западном фронтах, участвовал в боях за города Симбирск, Самара, Бугуруслан, Орск, в подавлении крестьянского восстания в районе города Калач-на-Дону. В 1920 году воевал на польском фронте, где получил 3 ранения. В ноябре 1920 года был признан негодным к военной службе, но уволиться отказался.
Член РКП(б)/КПСС с 1919 года.

## В межвоенный период
С ноября 1920 года — командир 72-го стрелкового полка в 24-й стрелковой бригаде, с мая 1921 — командир батальона в 72-м запасном Симбирском стрелковом полку, с августа 1921 года — командир и военком трудовой инженерной дружины в Симбирске, с декабря 1921 — помощник командира 291-го стрелкового полка.
В 1922—1923 годах учился в Высшей тактическо-стрелковой школе командного состава РККА имени Коминтерна «Выстрел». Его однокурсник будущий
генерал-полковник И. В. Болдин вспоминал об этом времени:

Я попал в комнату вместе с земляком Максимом Пуркаевым, впоследствии крупным военачальником, генералом армии, героем Великой Отечественной войны. Как и я, он был из малоземельных крестьян, служил в царской армии, воевал и в империалистическую, и в гражданскую войну, в школу приехал тоже как командир полка. С ним мы буквально сроднились и до последнего дня учёбы были неразлучны.
Пуркаев — среднего роста, коренаст, улыбчив. Голова покрыта чудесной шапкой светлых волос, за которую он получил в школе прозвище «Блондин». Максим — прекрасный товарищ, неутомимый шутник, организатор всяких начинаний — весёлых и серьёзных.
Вместе с нами жили такие же, как и мы, вчерашние фронтовики командиры батальонов Фомичёв, Смирнов, Шутов, Кириченко и ещё несколько товарищей. Бывало, если из общежития неожиданно исчезал Пуркаев, кто-либо обращался ко мне:
— Сейчас твой дружок Блондин порадует нас чем-нибудь новеньким.
И действительно, через некоторое время розовощёкий Максим появлялся с очередной добычей — досками на топливо или какими-нибудь продуктами. Короче, это был наш неутомимый интендант и добрый товарищ.
Как сейчас помню, однажды сидели мы в общежитии, изрядно озябшие и голодные. Вдруг в комнату вваливается Пуркаев с охапкой дров. Сбросил их возле старой кафельной печки, украшенной фигурками амуров, и обратился к нам с шутливой речью:
— Топливо есть, а теперь прошу поделиться своими богатствами. У кого имеется её величество картошка, без стеснения бросайте в огонь. Она, матушка, ради нас любые муки готова принять. Эх, ребята, ребята! Вам и невдомёк, что ни на одной планете, кроме нашей, нет более прекрасной еды, чем горячая картошка.
Уныния как не бывало. Началась весёлая возня. Развели огонь, отыскали с десяток картошек, зарыли в жар, а когда она поспела, стали уплетать. И тогда нам казалось: действительно, прав Пуркаев — ничего нет лучше печёной картошки!
В общежитии иногда можно было услышать слова популярной в те годы мещанской песенки «Карие глазки». Она проникла к нам с лёгкой руки того же Пуркаева. Обычно мы пели её, когда в школе случался «праздник» — в паёк давали сухую, тощую и невероятно солёную рыбу с глазами навыкат. Её-то Максим и прозвал «карие глазки».
Мы приносили рыбу в общежитие и отдавали Пуркаеву. А тот бросал в кипящую воду и варил из неё нечто подобное ухе. Вот тут-то, предвкушая наслаждение, мы и пели душераздирающие слова «Карих глазок», с нетерпением ожидая минуты, когда наш «шеф-повар» кончит священнодействовать и нальёт каждому в котелок порцию горячей жидкости с разварившейся рыбой. Такая «уха» являлась пределом наших мечтаний.— Болдин И. В. Страницы жизни. — М.: Воениздат, 1961.
С апреля 1923 года — командир, а с августа 1924 — командир-военком 99-го стрелкового полка 33-й Самарской стрелковой дивизии в Белорусском военном округе, с августа 1926 — помощник начальника штаба этой дивизии. С ноября 1926 — помощник начальника штаба 29-й стрелковой дивизии, с ноября 1927 — помощник начальника штаба (с июля 1927) 48-й Тверской стрелковой дивизии, с февраля 1928 — начальник штаба 48-й Тверской стрелковой дивизии.
Маршал А. М. Василевский позднее вспоминал:

 <…> командующим войсками Дальневосточного фронта был назначен мой хороший товарищ, друг и старый сослуживец по 48-й Тверской стрелковой дивизии генерал-полковник М. А. Пуркаев.
С января 1930 года служил начальником 2-го отдела штаба Московского военного округа. В 1930 году окончил Курсы усовершенствования высшего начальствующего состава при Военной академии РККА имени М. В. Фрунзе. С декабря 1931 года — заместитель начальника штаба Московского военного округа. В 1935 году вновь направлен на учёбу.
В 1936 году окончил особый факультет Военной академии РККА имени М. В. Фрунзе (его однокурсниками там были И. В. Болдин, А. И. Ерёменко, И. С. Конев. С июля 1936 года — командиром и военком 1-й моторизованной дивизии. С апреля 1938 года — начальник штаба Белорусского военного округа. С августа 1939 по февраль 1940 года — военный атташе при полпредстве СССР в Германии, после возвращения из этой командировки вновь исполнял обязанности начальника штаба Белорусского Особого военного округа. С июля 1940 года — начальник штаба Киевского Особого военного округа.

## Великая Отечественная война
С началом Великой Отечественной войны — начальник штаба Юго-Западного фронта. Участник первых оборонительных сражений в Украинской ССР, в том числе танкового сражения в районе Дубно — Луцк — Броды, Львовско-Черновицкой и Киевской оборонительных операций. Снят с должности 23 июля 1941 года. После пребывания в резерве был назначен старшим преподавателем в Академию Генерального штаба РККА, а оттуда переведён в инспекцию по формированию новых воинских частей.
С ноября 1941 года — командующий 60-й резервной армией, в декабре переименованной в 3-ю ударную армию. Тогда же генералу Пуркаеву были поручены Ставкой две важнейшие задачи. Первая — подготовка к переброске семи дивизий 60-й резервной армии на Горьковскую оборонительную линию в тылу Московской зоны обороны. Вторая — военный парад 7 ноября 1941 года в Куйбышеве, командующим которым Пуркаев был назначен. Необходимо было провести торжественное шествие войск и пролёт авиации перед всеми аккредитованными в СССР иностранными дипломатами, представителями посольств и миссий, эвакуированными в «запасную столицу» из Москвы. Этот парад должен был стать демонстрацией военной мощи Советского Союза как союзникам, так и потенциальным противникам, еще не вступившим в войну.
Во главе 3-й ударной армии участвовал в Торопецко-Холмской и Демянской операциях.
С 26 августа 1942 по 25 апреля 1943 года — командующий Калининским фронтом. На этом посту провёл Ржевско-Сычёвскую операцию, операцию «Марс», Великолукскую операцию, Ржевско-Вяземскую операцию. Был отстранён от командования фронтом за плохую организацию снабжения, в результате чего в первом квартале 1943 года было 76 случаев смерти солдат от истощения. 29 апреля 1943 года фронт от Пуркаева принял генерал А. И. Ерёменко.
С 25 апреля 1943 по 4 августа 1945 Пуркаев — командующий Дальневосточным фронтом. С 5 августа 1945 по 1 октября 1945 года — командующий 2-м Дальневосточным фронтом. За более чем два года службы на Дальнем Востоке приложил огромные усилия для подготовки войск к боевым действиям против японской Квантунской армии, а во время советско-японской войны в августе 1945 года фронт под его командованием успешно провёл Сунгарийскую операцию.

## Послевоенная служба
С сентября 1945 года — командующий войсками Дальневосточного военного округа. В январе—мае 1947 года находился в распоряжении министра Вооружённых сил СССР, затем назначен начальником штаба — первым заместителем Главнокомандующего Советскими войсками Дальнего Востока. С июля 1952 года — начальник Управления высших военно-учебных заведений Военного министерства СССР.
Депутат Верховного Совета СССР 2 созыва (1946—1950).
Похоронен на Новодевичьем кладбище Москвы.

## Отзывы
Маршал Советского Союза Г. К. Жуков:

Я работал с М. А. Пуркаевым в Белорусском военном округе, где он тогда был начальником штаба округа. Это был опытный и всесторонне знавший своё дело генерал, человек высокой культуры, штабист большого масштаба.
Маршал Советского Союза К. С. Москаленко:

О нём сейчас пишут, что он был суховат и излишне резок. Не знаю, может быть. Но меня он принял хорошо, был приветлив, рассказал об особенностях службы в округе, о новых формированиях, в том числе и о 1-й артиллерийской противотанковой бригаде. Сдержанным и скупым на слова он стал лишь тогда, когда речь зашла о положении дел на границе. Впрочем, и того, что сказал начальник штаба округа, было, пожалуй, более чем достаточно, чтобы почувствовать его встревоженность.
Генерал для особых поручений при министре обороны СССР М. И. Петров:

Хорошо помню Максима Алексеевича Пуркаева, человека неуёмной энергии, всегда очень внимательного и заботливого по отношению к своим товарищам… С Максимом Алексеевичем было легко работать даже в наитруднейших условиях. Его всегда отличали стремление к глубоким и всесторонним знаниям, высокое чувство ответственности за порученное дело. 

Особую известность и авторитет приобрёл он в годы Великой Отечественной войны, возглавляя штаб фронта, командуя войсками 3-й ударной армии, Калининского и 2-го Дальневосточного фронтов. Это был отлично подготовленный, с огромным практическим опытом командно-штабной службы военачальник и хороший товарищ. Установившиеся между нами ещё в дивизии дружеские, самые сердечные отношения сохранились вплоть до последних дней его жизни.
— Дважды Герой Советского Союза Маршал Советского Союза Василевский А. М. Дело всей жизни. — 2-е издание, дополненное. — М.: Издательство политической литературы, 1975. — С. 62—63.

## Награды
- 2 ордена Ленина (12.11.1943 — «За образцовое выполнение заданий руководства Красной Армии по мобилизации, формированию, комплектованию и обучению частей и соединений», 21.02.1945);
- 4 ордена Красного Знамени (11.05.1922, 22.02.1941, 03.11.1944, 20.06.1949);
- орден Суворова 1-й степени (08.09.1945);
- орден Кутузова 1-й степени (28.01.1943);
- медаль «За оборону Москвы» (01.05.1944);
- медаль «За победу над Германией в Великой Отечественной войне 1941—1945 гг.» (09.05.1945);
- медаль «За победу над Японией» (30.09.1945);
- юбилейная медаль «XX лет Рабоче-Крестьянской Красной Армии» (22.02.1938);
- юбилейная медаль «30 лет Советской Армии и Флота» (21.01.1948);
- Орден «Легион почёта» (США)[11];
- Медаль «За Победу над Японией» (Монголия, 1945);
- Медаль «За освобождение Кореи» (КНДР, 1948).

## Воинские звания
- Комбриг — 17 февраля 1936;
- Комдив — 15 июля 1938;
- Комкор — 9 февраля 1939;
- Генерал-лейтенант — 4 июня 1940;
- Генерал-полковник — 18 ноября 1942;
- Генерал армии — 26 октября 1944.

## Память
- В сквере Славы в центре Саранска установлен бюст полководца М. А. Пуркаева.
- Родное село Налитово переименовано в Пуркаево (1966).
- Именем М. А. Пуркаева названы улица в Саранске и улица в городе Южно-Сахалинске.